# Самарский район (Днепр)
Самарский район (укр. Самарський район) — административный район города Днепра (Украина). Находится в восточной части города, граничит с Амур-Нижнеднепровским и Индустриальным районами, а также Днепровским районом Днепропетровской области и рекой Днепр. Район получил название в честь реки Самара, которая делит район на две части.
Создан в 1977 году. В состав Самарского района Днепра вошли бывшие города районного подчинения Приднепровск и Игрень, посёлки Рыбальск, Одинковка, Шевченко, Чапли, Ксеньевка, жилмассив Северный и Нижнеднепровск-Узел.
Адрес районного совета: ж/м Приднепровск, ул. 20 лет Победы, 51.

## История
На территории района найдены стоянки первобытного человека, а также останки старославянских поселений и могильников. Ещё в XVII столетии существовали поселения Огрень и Чапли. Земли эти известны и славными подвигами запорожских казаков.
1576 год — козацкий городок Самарь, основанный в начале столетия, грамотой короля Польши передан в вечное владение запорожцам.

1660 год — на реке Самара на острове Чапли запорожские казаки во главе с атаманом Сирко разбили татарскую орду и освободили много невольников.
1688 год — построена Богородицкая (Новобогородицкая) крепость.
1776 год — примерно на 3 км севернее у места впадения в Днепр реки Кильчень был основан город Екатеринослав-1.
1873 год — открыта станция Одинково Лозово-Севастопольской железной дороги (c 1904 года — станция Игрень).
1932 год — построена станция Нижнеднепровск-Узел, которая имела 52 колеи, 6 парков, 8 маневровых паровозов.
1943 год — 25 октября 1943 года 39-я гвардейская Барвенковская дивизия форсировала Днепр на участке Лоц-Каменка — Старые Кайдаки.
1952 год — начато строительство Приднепровской ГРЭС
1954 год — введена в действие первая очередь Приднепровской ГРЭС.
1977 год — города Приднепровск и Игрень окончательно вошли в состав Днепропетровска.
2000 год — окончание строительства Южного моста.

## Население

### Языковой состав
Родной язык населения по данным переписи 2001 года:
| Язык       | Численность, чел. | Доля     |
| ---------- | ----------------- | -------- |
| Украинский | 40 852            | 51,71 %  |
| Русский    | 37 543            | 47,53 %  |
| Другое     | 602               | 0,76 %   |
| Итого      | 78 997            | 100,00 % |

## Достопримечательности района
- Остатки валов Новобогородицкой крепости
- Свято-Николаевская церковь в Старой Игрени
- Свято-Покровский храм в Одинковке
- Старое козацкое кладбище и небольшая церковь в Старых Чаплях
- Лесопарковые сосновые массивы
- Вид на Самару с холма
- Залив Шиянка р. Днепр
- Шевские острова в устье реки Самары

## Промышленность
Приднепровская ТЭС, станция Нижнеднепровск-Узел, гранитные карьеры, ОАО Втормет, Днепровский мясокомбинат, Комбинат пищевых концентратов.

## Основные улицы
- Маршала Малиновского
- Молодогвардейская
- Семафорная
- Томская
- Космонавта Волкова
- 20 лет Победы
- Гаванская

## Транспорт
Электропоезда в направлении Синельниково до станций Нижнеднепровск-Узел, Ксеньевка, Игрень.
Трамвай № 9 со Старомостовой площади.
Троллейбус №6 с Соборной площади - на Приднепровск
Автобусы и маршрутки:

№ 1,2,5,10,11,18,35,70,134,137,177 — на Приднепровск

№ 1,10 — на Чапли

№ 2,7,21,21А,21Б,54 — на Игрень

№ 6,22,27 — на Одинковку

№ 37,43,98,
158 — на Северный и Шевченко
№6 — на Соборный р-н

Усть-Самарский и Самарский мосты соединяют части района, расположенные на разных берегах реки Самара. Южный мост через реку Днепр связывает район с правобережной частью города.